# Fannia intensica
Fannia intensica är en tvåvingeart som beskrevs av Charles Howard Curran 1928. Fannia intensica ingår i släktet Fannia och familjen takdansflugor.
Artens utbredningsområde är Jamaica. Inga underarter finns listade i Catalogue of Life.